# Elsburger Onland
Het Elsburger Onland (onland = moeras) is een natuurgebied in Nederland. Het gebied is 15 ha groot en ligt in de kop van Drenthe, 4 kilometer ten noordwesten van Paterswolde. Het wordt gescheiden van het Paterwoldsemeer door de Groningerweg, die voert van Paterswolde over Eelderwolde naar de stad Groningen. Ten zuiden van het Elsburger Onland ligt het Kluivingsbos.
Het Elsburger Onland vormt een belangrijke ecologische verbindingszone tussen de Peizermaden, het Paterswoldsemeer, Friese Veen en het stroomdal van de Drentsche Aa. Het bestaat uit graslanden met daarin moeraslanden en petgaten. Deze petgaten zijn ontstaan door vervening (turfgraverij) in de achttiende en negentiende eeuw.
Het gehele gebied is privé bezit van de Stichting Elsburger Onland en is niet vrij toegankelijk, vanwege de kwetsbaarheid van het gebied en vanwege de belang van de verbinding.
In deze natte randen verblijven onder meer de buizerd, ree, wielewaal, kleine karekiet en bosrietzanger. Ook de zeldzamere roerdomp kan men in het riet vinden. Bijzondere plantensoorten in het gebied zijn draadzegge en galigaan. Ook is het gebied belangrijk voor vlinders en libellen.

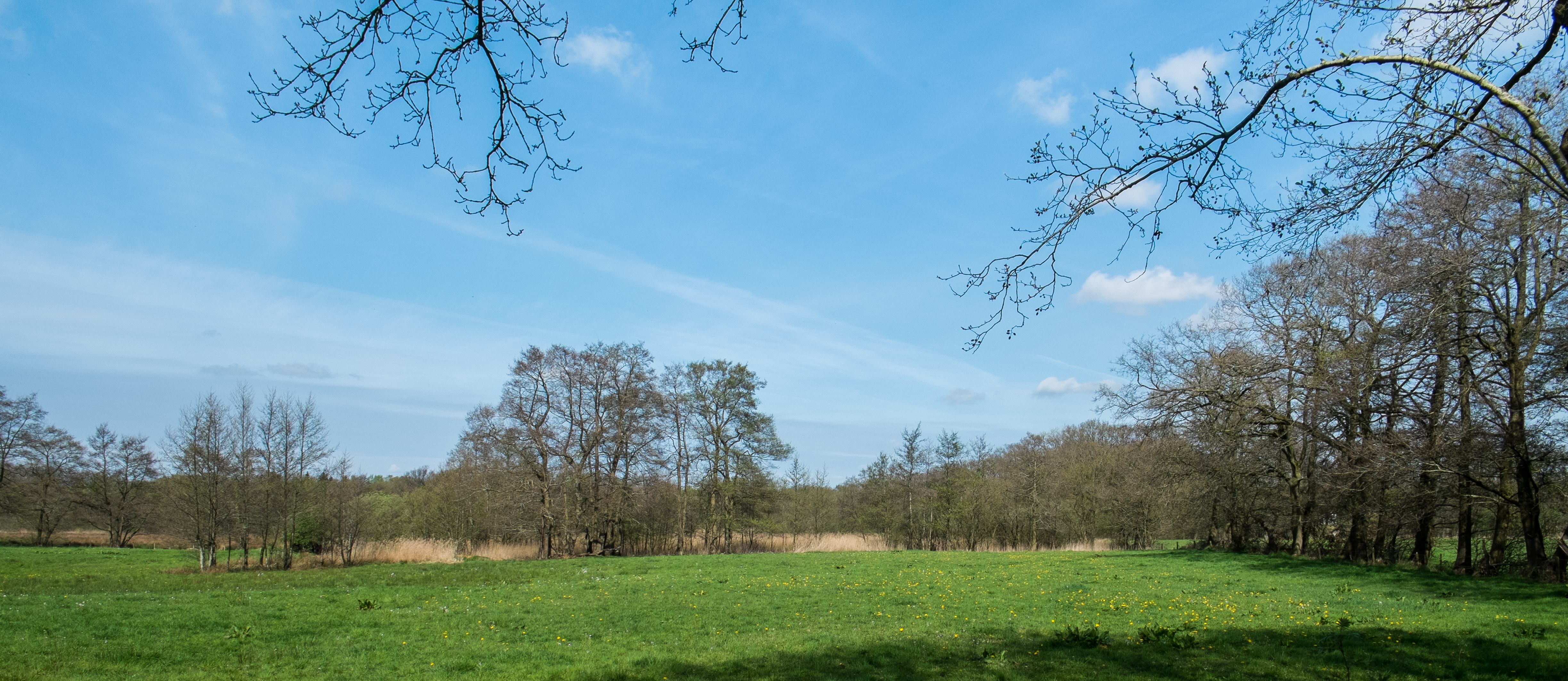
Elsburger Onland vanaf Schelfhorst